# Сент Мерис Појнт (Минесота)
Сент Мерис Појнт (енгл. St. Marys Point) град је у америчкој савезној држави Минесота.

## Демографија
По попису из 2010. године број становника је 368, што је 24 (7,0%) становника више него 2000. године.
| Група             | 2000.       | 2010.       |
| Белци             | 335 (97,4%) | 363 (98,6%) |
| Афроамериканци    | 0 (0,0%)    | 0 (0,0%)    |
| Азијати           | 0 (0,0%)    | 2 (0,5%)    |
| Хиспаноамериканци | 1 (0,3%)    | 1 (0,3%)    |
| Укупно            | 344         | 368         |